# Piston racleur

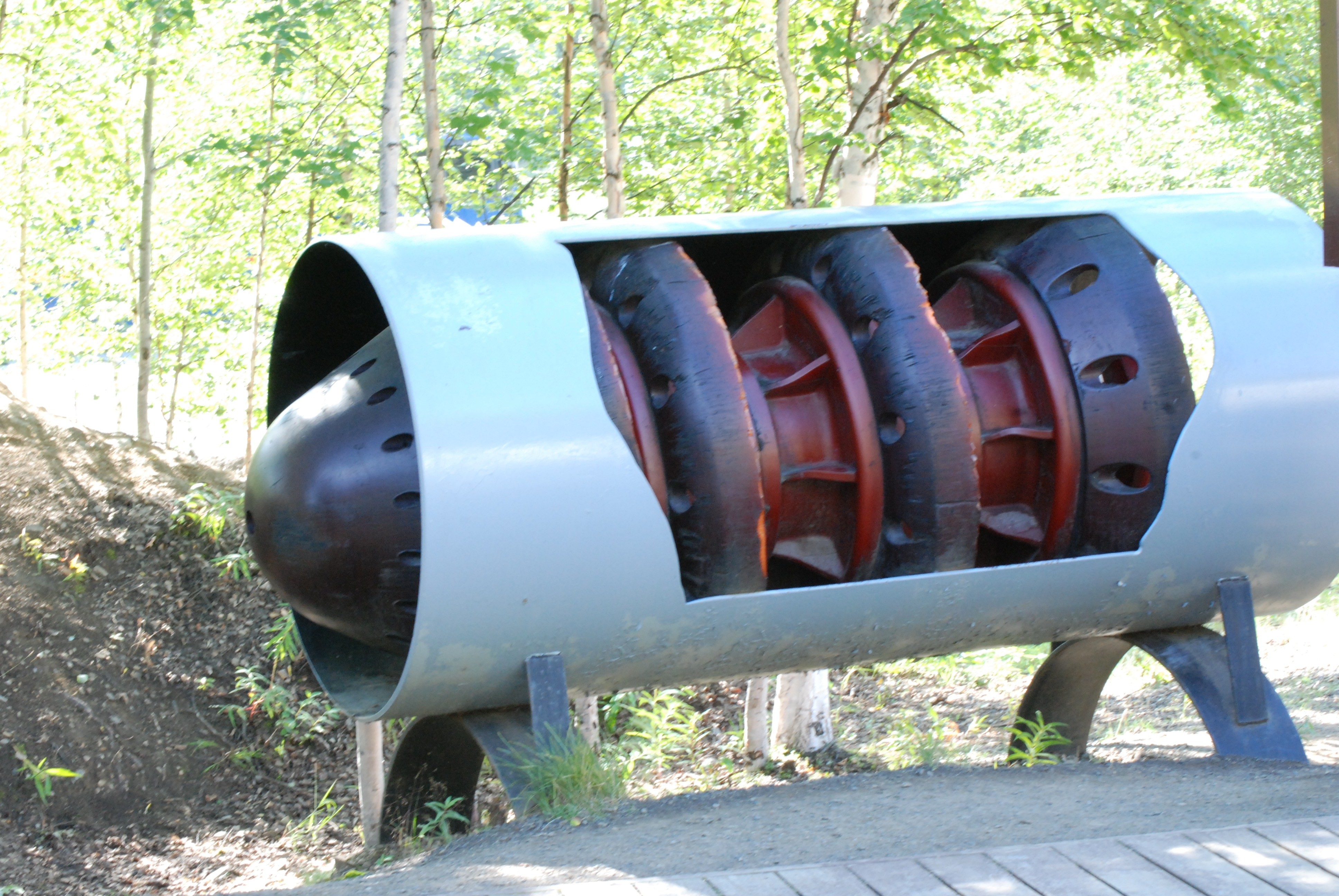
Piston racleur usagé exposé au public.

Un piston racleur, ou plus simplement racleur, est un outil utilisé pour l'entretien des canalisations. Les pistons racleurs sont notamment utilisés dans les oléoducs et les gazoducs, ainsi que dans les canalisations de distribution d'eau. Les termes anglais pig (pipeline inspection gauge) pour un piston et scrap pour un racleur sont aussi utilisés. Un tel dispositif peut également être employé dans les systèmes de nettoyage en place de tuyauterie, notamment dans le secteur agroalimentaire.
Un autre type d'outil, le piston instrumenté ou piston intelligent (intelligent pig en anglais) est un type de dispositif plus complexe est destiné à l'inspection des canalisations.

## Principe
Les pistons racleurs sont des outils poussés par un fluide dans les canalisations, notamment pour les nettoyer. Ils sont le plus souvent propulsés par le flux même du fluide dans la canalisation. Le terme pig viendrait également du bruit de frottement du métal constituant le piston contre les parois.
Le passage de l'outil dans la canalisation peut être délicat et il convient donc d'adapter sa structure et sa géométrie au passage des obstacles (variations de diamètre, d'épaisseur, vannes à passage intégral ou réduit, coudes, tés barrés ou non, piquages, cintres, ...).

## Utilisation pour les oléoducs
Les pistons racleurs sont utilisés pour :
- nettoyer les parois intérieures, 
- la préparation du séchage, 
- les tests de pressions,
- pour enduire les parois d'un produit,,, 
- pour séparer deux fluides différents transmis consécutivement (batching),. 
Les racleurs instrumentés sont utilisés pour les inspections.

## Utilisation pour les systèmes de distribution d'eau
Des pistons racleurs peuvent circuler dans les canalisations pour nettoyer les parois de certains films biologiques (bactéries, par exemple), pour curer les canalisations et ainsi augmenter le flux et éviter les problèmes sanitaires ainsi que la problématique de corrosion bactérienne nuisant à l'intégrité. Dans ce cas, le piston racleur peut être un outil en forme d'obus, par exemple en mousse de plus ou moins haute densité revêtue de silicone et parfois de brosses spiralées. Ces outils sont d'ailleurs utilisés pour le nettoyage des ouvrages quel que soit le fluide transporté avant une inspection par piston instrumenté . Des pistons à coupelles avec des plaques sont spécialement conçus pour décaper le tartre ou le sel se déposant sur les parois des canalisations pour les cas difficiles.

## Utilisation pour les gazoducs
Les pistons instrumentés sont utilisés pour l'inspection des canalisations de transport de gaz. Ces canalisations sont propres et ne nécessitent pas (souvent) de raclage mais ces outils permettent de relever toutes les anomalies d'un pipeline et de mettre à jour les plans (cartographie par centrale inertielle, détection et localisation des soudures, pièces de forme...). Les pistons les plus connus sont les multiéléments ultrasonores piézo-électriques utilisés en pulse-écho, notamment utilisés dans le monde pétrolier et dans l'eau mais ceux-ci nécessitent un couplant (fluide liquide). Pour les inspections en service en gaz, l'outil utilisé est le MFL (Magnetic flux leakage (en)), un multiéléments à capteurs basés sur l'électromagnétisme, qui ne mesure pas directement l'épaisseur mais détecte les perturbations de flux magnétique induites par une variation d'épaisseur locale. Le plus courant est le MFL axial mais le MFL circonférentiel se développe pour réduire les incertitudes et mieux détecter les défauts orientés axialement, les plus sensibles pour l'intégrité. D'autres technologies apparaissent pour utiliser les ultrasons en gaz, notamment les outils EMAT et ART. Les RFEC basés sur les courants de Foucault existent également et sont pratiques car ces capteurs permettent une grande mobilité mais avec des performances moindres sur la détection, la résolution et le dimensionnement.

## Performances des pistons instrumentés
En inspection, il est crucial de maîtriser la performance des outils pour conclure, à la suite de l'inspection, à l'aptitude au service et à l'intégrité de l'ouvrage. Les recommandations dans ce domaine sont formalisées au sein du POF (Pipeline Operators Forum), historiquement avec une orientation plutôt anomalies de variation d'épaisseur uniquement, notamment la corrosion, (jusqu'à 2009) et avec les dernières spécifications de 2016 (documents POF) une ouverture plus large sur les typologies de défauts existantes et les outils instrumentés par des capteurs moins courants.
Les performances sont de plusieurs types : 
- les performances en termes d'agilité 
  - diamètre interne minimal franchissable
  - rayon de courbure minimal franchissable
  - limites d'utilisation en pression et températures suivant le fluide
  - bidirectionnel : possibilité ou pas de le repousser pour remonter le parcours (reverse flow).
- les performances pour l'inspection 
  - les seuils de détection (dimensions minimales) pour une détection à 90 % de confiance
  - la capacité d'identification (origine de l'indication) à 90 % de confiance
  - la capacité de discrimination (paroi interne ou externe) à 90 % de confiance
  - les incertitudes sur les dimensions à 80 % de confiance 
    - profondeur (souvent relative en % de l'épaisseur perdue),
    - longueur axiale (projection sur l'axe),
    - largeur circonférentielle (projection orthogonale).
- les performances en localisation
  - performances en cartographie : dérive/incertitudes sur les accéléromètres
  - précision de localisation en distance et position horaire (12 h en haut du tube, 6 h dessous, 3 h à droite du piston dans son sens de déplacement) en absolu, par rapport aux marqueurs naturels ou ajoutés en surface, par rapport à la dernière soudure.

L'API 1163 est un document permettant de mettre en œuvre l'analyse de performance dans le cadre de la boucle de qualification des outils et prestataires.